# Кућа брвнара у Милошеву
Кућа брвнара у Милошеву, насељеном месту на територији града Јагодине, представља непокретно културно добро као споменик културе, решењем Завода за заштиту споменика културе у Крагујевцу број 405/1 од 11. септембра 1968. године.
Кућа се налази у близини сеоске цркве, подигнута је половином 19. века. Постављена је на равном терену, на темељима од ломљеног камена. Правоугаоног је облика, грађена о хоризонтално слаганих, храстових брвана, на угловима везиваних „на ћерт”. Кров је четвороводан и покривен ћерамидом. На средишњем делу крова налази се капић, са четири дрвена стубића, изнад којих је кровић покривен ћерамидом. Унутрашњост се састоји из две просторије, „куће” и собе. У „кући” се налази зидано огњиште, примакнуто уз преградни зид собе.